# Final Four Euroliga 2019
La Final Four fue la etapa culminante de la Euroliga 2018-19, y se celebró en mayo de 2019. Las semifinales se disputaron el 17 de mayo y el partido por el campeonato se disputó el 19 de mayo. Todos los partidos se jugaron en el Fernando Buesa Arena, en Vitoria, España.

## Sede
El 15 de mayo de 2018, la Euroliga de Baloncesto anunció que la Final Four se celebraría en el Fernando Buesa Arena de la ciudad de Vitoria. Tiene una capacidad de 15 716 personas.
| Vitoria              | \| Vitoria \| |
| Fernando Buesa Arena | \| Vitoria \| |
| Capacidad: 15 716    | \| Vitoria \| |
|                      | \| Vitoria \| |
| Vitoria              |               |

## Cuadro
|  | Semifinales              | Semifinales              | Semifinales        |             |                       | Final                    | Final                    | Final              |  |
|  | 17 de mayo de 2019       | 17 de mayo de 2019       | 17 de mayo de 2019 |             |                       | 19 de mayo de 2019       | 19 de mayo de 2019       | 19 de mayo de 2019 |  |
|  |                          |                          |                    |             |                       |                          |                          |                    |  |
|  |                          |                          |                    |             |                       |                          |                          |                    |  |

Panorámica del pabellón durante el partido por el tercer y cuarto puesto

|  | Fenerbahçe Beko Istanbul | Fenerbahçe Beko Istanbul | 73                 |             |                       |                          |                          |                    |  |
|  | Fenerbahçe Beko Istanbul | Fenerbahçe Beko Istanbul | 73                 |             |                       |                          |                          |                    |  |
|  | Anadolu Efes Istanbul    | Anadolu Efes Istanbul    | 92                 |             |                       |                          |                          |                    |  |
|  | Anadolu Efes Istanbul    | Anadolu Efes Istanbul    | 92                 |             | Anadolu Efes Istanbul | Anadolu Efes Istanbul    | 83                       |                    |  |
|  |                          |                          |                    |             | Anadolu Efes Istanbul | Anadolu Efes Istanbul    | 83                       |                    |  |
|  |                          |                          | CSKA Moscow        | CSKA Moscow | 91                    |                          |                          |                    |  |
|  | CSKA Moscow              | CSKA Moscow              | CSKA Moscow        | CSKA Moscow | 91                    | 95                       |                          |                    |  |
|  | CSKA Moscow              | CSKA Moscow              |                    |             |                       | 95                       |                          |                    |  |
|  | Real Madrid              | Real Madrid              | 90                 |             |                       | Tercer lugar             | Tercer lugar             | Tercer lugar       |  |
|  | Real Madrid              | Real Madrid              | 90                 |             |                       | Tercer lugar             | Tercer lugar             | Tercer lugar       |  |
|  |                          |                          |                    |             |                       |                          |                          |                    |  |
|  |                          |                          |                    |             |                       | Fenerbahçe Beko Istanbul | Fenerbahçe Beko Istanbul | 75                 |  |
|  |                          |                          |                    |             |                       | Fenerbahçe Beko Istanbul | Fenerbahçe Beko Istanbul | 75                 |  |
|  |                          |                          |                    |             |                       | Real Madrid              | Real Madrid              | 94                 |  |
|  |                          |                          |                    |             |                       | Real Madrid              | Real Madrid              | 94                 |  |
|  |                          |                          |                    |             |                       |                          |                          |                    |  |

## Árbitros
| - Matej Boltauzer - Mehdi Difallah - Luigi Lamonica - Oļegs Latiševs | - Robert Lottermoser - Anne Panther - Fernando Rocha - Borys Ryzhyk |

## Resultados

### Semifinales
| 17 de mayo de 2019 – 18:00 (CEST) | Fenerbahçe Beko Istanbul                 | 73–92                | Anadolu Efes Istanbul                      | Vitoria |  |
|                                   | Parciales: 20–19, 20–26, 17–23, 16–24    |                      |                                            | |  |
|                                   | Estadísticas Veselý 14 Melli 4 Gudurić 6 | Reporte Pts Reb Asts | Estadísticas 30 Larkin 10 Dunston 7 Larkin | Pabellón: Fernando Buesa Arena Asistencia: 13 470 espectadores Árbitros: Luigi Lamonica Oļegs Latiševs Mehdi Difallah Televisión: Euroleague TV |  |

| 17 de mayo de 2019 – 21:00 (CEST) | CSKA Moscow                                                              | 95–90                | Real Madrid                                  | Vitoria |  |
|                                   | Parciales: 18–22, 25–23, 22–28, 30–17                                    |                      |                                              | |  |
|                                   | Estadísticas de Colo, Rodríguez 23 Peters, Clyburn, Hunter 5 Rodríguez 4 | Reporte Pts Reb Asts | Estadísticas 18 Causeur 9 Tavares 6 Campazzo | Pabellón: Fernando Buesa Arena Asistencia: 13 199 espectadores Árbitros: Matej Boltauzer Borys Ryzhyk Anne Panther Televisión: Euroleague TV |  |

### Tercer lugar
| 19 de mayo de 2019 – 17:30 (CEST) | Fenerbahçe Beko Istanbul                       | 75–94                | Real Madrid                              | Vitoria |  |
|                                   | Parciales: 16–24, 24–14, 23–31, 12–25          |                      |                                          | |  |
|                                   | Estadísticas Sloukas 17 Düverioğlu 9 Sloukas 6 | Reporte Pts Reb Asts | Estadísticas 23 Ayón 11 Ayón 15 Campazzo | Pabellón: Fernando Buesa Arena Asistencia: 12 866 espectadores Árbitros: Matej Boltauzer Fernando Rocha Mehdi Difallah Televisión: Euroleague TV |  |

### Final
| 19 de mayo de 2019 – 20:30 (CEST) | Anadolu Efes Istanbul                            | 83–91                | CSKA Moscow                                                           | Vitoria |  |
|                                   | Parciales: 20–29, 22–15, 20–24, 21–23            |                      |                                                                       | |  |
|                                   | Estadísticas Larkin 29 Dunston, Simon 10 Micić 5 | Reporte Pts Reb Asts | Estadísticas 20 Clyburn, Higgins 5 Clyburn, Kurbanov, Hines 5 Hackett | Pabellón: Fernando Buesa Arena Asistencia: 13 420 espectadores Árbitros: Robert Lottermoser Luigi Lamonica Oļegs Latiševs Televisión: Euroleague TV |  |

| Quinteto inicial: | Quinteto inicial: | Quinteto inicial: | Pts | Reb | As | Min   |
| ----------------- | ----------------- | ----------------- | --- | --- | -- | ----- |
| B                 | 0                 | Shane Larkin      | 29  | 1   | 2  | 31:09 |
| E                 | 22                | Vasilije Micić    | 10  | 0   | 5  | 31:21 |
| A                 | 23                | James Anderson    | 7   | 0   | 0  | 14:58 |
| AP                | 18                | Adrien Moerman    | 2   | 3   | 0  | 30:07 |
| P                 | 42                | Bryant Dunston    | 13  | 10  | 2  | 28:49 |
| Suplentes:        | Suplentes:        | Suplentes:        | Pts | Reb | As | Min   |
| B                 | 1                 | Rodrigue Beaubois | 3   | 0   | 1  | 09:29 |
| B                 | 4                 | Doğuş Balbay      | 0   | 0   | 0  | 04:11 |
| AP                | 12                | Brock Motum       | 4   | 3   | 0  | 09:53 |
| P                 | 15                | Sertaç Şanlı      | 0   | 0   | 0  | 00:12 |
| B                 | 19                | Buğrahan Tuncer   | –   | –   | –  | –     |
| P                 | 21                | Tibor Pleiß       | 0   | 1   | 0  | 09:42 |
| A                 | 44                | Krunoslav Simon   | 15  | 10  | 2  | 30:09 |
| Entrenador:       |                   |                   |     |     |    |       |
| Ergin Ataman      |                   |                   |     |     |    |       |

| Quinteto inicial: | Quinteto inicial: | Quinteto inicial:   | Pts | Reb | As | Min   |
| ----------------- | ----------------- | ------------------- | --- | --- | -- | ----- |
| B                 | 1                 | Nando de Colo       | 15  | 4   | 4  | 21:01 |
| E                 | 23                | Daniel Hackett      | 7   | 3   | 5  | 24:18 |
| A                 | 21                | Will Clyburn        | 20  | 5   | 2  | 29:38 |
| AP                | 41                | Nikita Kurbanov     | 7   | 5   | 3  | 26:26 |
| P                 | 44                | Othello Hunter      | 7   | 1   | 0  | 16:57 |
| Suplentes:        | Suplentes:        | Suplentes:          | Pts | Reb | As | Min   |
| A                 | 3                 | Joel Bolomboy       | 0   | 2   | 0  | 03:17 |
| A                 | 5                 | Alec Peters         | 0   | 0   | 0  | 07:19 |
| B                 | 7                 | Ivan Újov           | 0   | 0   | 0  | 00:21 |
| B                 | 13                | Sergio Rodríguez    | 6   | 2   | 0  | 14:32 |
| A                 | 20                | Andrey Vorontsevich | –   | –   | –  | –     |
| B                 | 22                | Cory Higgins        | 20  | 3   | 2  | 33:08 |
| P                 | 42                | Kyle Hines          | 9   | 5   | 2  | 23:03 |
| Entrenador:       |                   |                     |     |     |    |       |
| Dimitrios Itoudis |                   |                     |     |     |    |       |

| Quinteto inicial: | Quinteto inicial: | Quinteto inicial: | Pts | Reb | As | Min   |
| ----------------- | ----------------- | ----------------- | --- | --- | -- | ----- |
| B                 | 0                 | Shane Larkin      | 29  | 1   | 2  | 31:09 |
| E                 | 22                | Vasilije Micić    | 10  | 0   | 5  | 31:21 |
| A                 | 23                | James Anderson    | 7   | 0   | 0  | 14:58 |
| AP                | 18                | Adrien Moerman    | 2   | 3   | 0  | 30:07 |
| P                 | 42                | Bryant Dunston    | 13  | 10  | 2  | 28:49 |
| Suplentes:        | Suplentes:        | Suplentes:        | Pts | Reb | As | Min   |
| B                 | 1                 | Rodrigue Beaubois | 3   | 0   | 1  | 09:29 |
| B                 | 4                 | Doğuş Balbay      | 0   | 0   | 0  | 04:11 |
| AP                | 12                | Brock Motum       | 4   | 3   | 0  | 09:53 |
| P                 | 15                | Sertaç Şanlı      | 0   | 0   | 0  | 00:12 |
| B                 | 19                | Buğrahan Tuncer   | –   | –   | –  | –     |
| P                 | 21                | Tibor Pleiß       | 0   | 1   | 0  | 09:42 |
| A                 | 44                | Krunoslav Simon   | 15  | 10  | 2  | 30:09 |
| Entrenador:       |                   |                   |     |     |    |       |
| Ergin Ataman      |                   |                   |     |     |    |       |

| Quinteto inicial: | Quinteto inicial: | Quinteto inicial:   | Pts | Reb | As | Min   |
| ----------------- | ----------------- | ------------------- | --- | --- | -- | ----- |
| B                 | 1                 | Nando de Colo       | 15  | 4   | 4  | 21:01 |
| E                 | 23                | Daniel Hackett      | 7   | 3   | 5  | 24:18 |
| A                 | 21                | Will Clyburn        | 20  | 5   | 2  | 29:38 |
| AP                | 41                | Nikita Kurbanov     | 7   | 5   | 3  | 26:26 |
| P                 | 44                | Othello Hunter      | 7   | 1   | 0  | 16:57 |
| Suplentes:        | Suplentes:        | Suplentes:          | Pts | Reb | As | Min   |
| A                 | 3                 | Joel Bolomboy       | 0   | 2   | 0  | 03:17 |
| A                 | 5                 | Alec Peters         | 0   | 0   | 0  | 07:19 |
| B                 | 7                 | Ivan Újov           | 0   | 0   | 0  | 00:21 |
| B                 | 13                | Sergio Rodríguez    | 6   | 2   | 0  | 14:32 |
| A                 | 20                | Andrey Vorontsevich | –   | –   | –  | –     |
| B                 | 22                | Cory Higgins        | 20  | 3   | 2  | 33:08 |
| P                 | 42                | Kyle Hines          | 9   | 5   | 2  | 23:03 |
| Entrenador:       |                   |                     |     |     |    |       |
| Dimitrios Itoudis |                   |                     |     |     |    |       |

| Campeones de la Euroliga 2018-2019 |
| ---------------------------------- |
| CSKA Moscow Octavo título          |